# Stary cmentarz żydowski w Zarębach Kościelnych
Stary cmentarz żydowski w Zarębach Kościelnych – kirkut społeczności żydowskiej niegdyś zamieszkującej Zaręby Kościelne. Nie wiadomo kiedy dokładnie powstał. Został zniszczony podczas II wojny światowej. Nie zachowały się żadne nagrobki. Obecnie teren cmentarza jest zabudowany m.in. budynkiem komisariatu policji.